# شرلی کلارک
شرلی کلارک (انگلیسی: Shirley Clarke؛ ۲ اکتبر ۱۹۱۹ – ۲۳ سپتامبر ۱۹۹۷) کارگردان مستقل و تجربی و تهیه‌کننده اهل ایالات متحده آمریکا بود.

## زندگی‌نامه
شرلی کلارک با نام اصلی شرلی بریمبرگ (به انگلیسی: Shirley Brimberg) فیلمساز مستقل زن آمریکایی متولد ۱۹۱۹ در نیویورک، بعد از آموزش رقص در دانشگاه و آموزش رقص مدرن با گروه مارتا گراهام، در سال ۱۹۵۳ از رقص به سینما روی می‌آورد. بعد از هفت سال تجربه اندوزی در زمینه‌های مختلف فیلمسازی، اولین فیلم بلند خود را در ۱۹۶۰ می‌سازد و به جمع فیلمسازان آن زمان در می‌آید. سپس با یوناس مکاس شرکت فیلمسازی خود را در ۱۹۶۲ به وجود می‌آورد و به کار فیلمسازی اش ادامه می‌دهد و آثار زیادی به وجود می‌آورد. تا اینکه در ۱۹۶۹ در فیلم عشق شیر اثر آنیس واردا به ایفای نقش می‌پردازد.

## فیلمشناسی
1. رقص در آفتاب (کوتاه - ۲۹۵۳)
2. در باغ‌های پاریس (کوتاه - ۱۹۵۴)
3. گاوبازی (کوتاه - ۱۹۵۵)
4. لحظه‌ای از عشق (کوتاه - ۱۹۵۷)
5. میدان‌های بروکسل (مجموعه ۱۲ فیلم کوتاه - ۱۹۵۸)
6. پل‌های متحرک (کوتاه - ۱۹۵۸)
7. آسمان‌خراش (کوتاه - کارگردانی مشترک با "ویلار دوان دایک" - ۱۹۵۹)
8. دوران وحشتناک (کوتاه - ۱۹۶۰)
9. ارتباط (۱۹۶۱)
10. دنیای بیرحم (۱۹۶۳)
11. رابرت فراست - یک نامه عاشقانه به دنیا (مستند - ۱۹۶۳)
12. انسان در مناطق قطبی (مستند - ۱۹۶۷)
13. تصویر جیسون (مستند، بلند - ۱۹۶۷)
14. ویدئو تیپ‌های آزمایشی (۱۹۶۸)